# Zehneria pallidinervia
Zehneria pallidinervia är en gurkväxtart som först beskrevs av Hermann August Theodor Harms, och fick sitt nu gällande namn av Charles Jeffrey. Zehneria pallidinervia ingår i släktet Zehneria och familjen gurkväxter. Inga underarter finns listade i Catalogue of Life.